# Агустін Вулетіч
Агустін Вулетіч (ісп. Agustín Vuletich, нар. 3 листопада 1991, Аріас, Кордоба) — аргентинський футболіст, нападник румунського клубу УТА (Арад) та молодіжної збірної Аргентини.
Виступав також за клуб «Велес Сарсфілд».
Чемпіон Аргентини. Володар Кубка Колумбії.

## Клубна кар'єра
Народився 3 листопада 1991 року в місті Діпартіменто-ді-Маркос-Юрец. Вихованець футбольної школи клубу «Велес Сарсфілд». Дорослу футбольну кар'єру розпочав 2011 року в основній команді того ж клубу, в якій провів один сезон, взявши участь у 14 матчах чемпіонату. 
Згодом з 2012 по 2024 рік грав у складі команд «Беллінцона», «Кобресаль», «Олімпо», «Ароука», «Арсенал» (Саранді), «Веракрус», «Ріонегро Агілас», «Салернітана», «Потенца», «Кукута Депортіво», «Індепендьєнте Медельїн», «Депортіво Калі», «Расінг» (Монтевідео) та «Ріонегро Агілас».
До складу клубу УТА (Арад) приєднався 2024 року. Станом на 14 грудня 2024 року відіграв за арадську команду 8 матчів в національному чемпіонаті.

## Виступи за збірну
Протягом 2011–2012 років залучався до складу молодіжної збірної Аргентини. На молодіжному рівні зіграв у 2 офіційних матчах.

## Титули і досягнення
- Чемпіон Аргентини (1):

«Велес Сарсфілд»: Clausura 2011
- Володар Кубка Колумбії (1):

«Індепендьєнте Медельїн»: 2020